# Rancho de sus Niños
Rancho de sus Niños är en ort i Mexiko.   Den ligger i kommunen Tijuana och delstaten Baja California, i den nordvästra delen av landet, 2 300 km nordväst om huvudstaden Mexico City. Rancho de sus Niños ligger 267 meter över havet och antalet invånare är 108.
Terrängen runt Rancho de sus Niños är huvudsakligen kuperad, men den allra närmaste omgivningen är platt. Runt Rancho de sus Niños är det tätbefolkat, med 913 invånare per kvadratkilometer. Närmaste större samhälle är Tecate, 12,4 km öster om Rancho de sus Niños. Omgivningarna runt Rancho de sus Niños är i huvudsak ett öppet busklandskap.